# Ajnowie

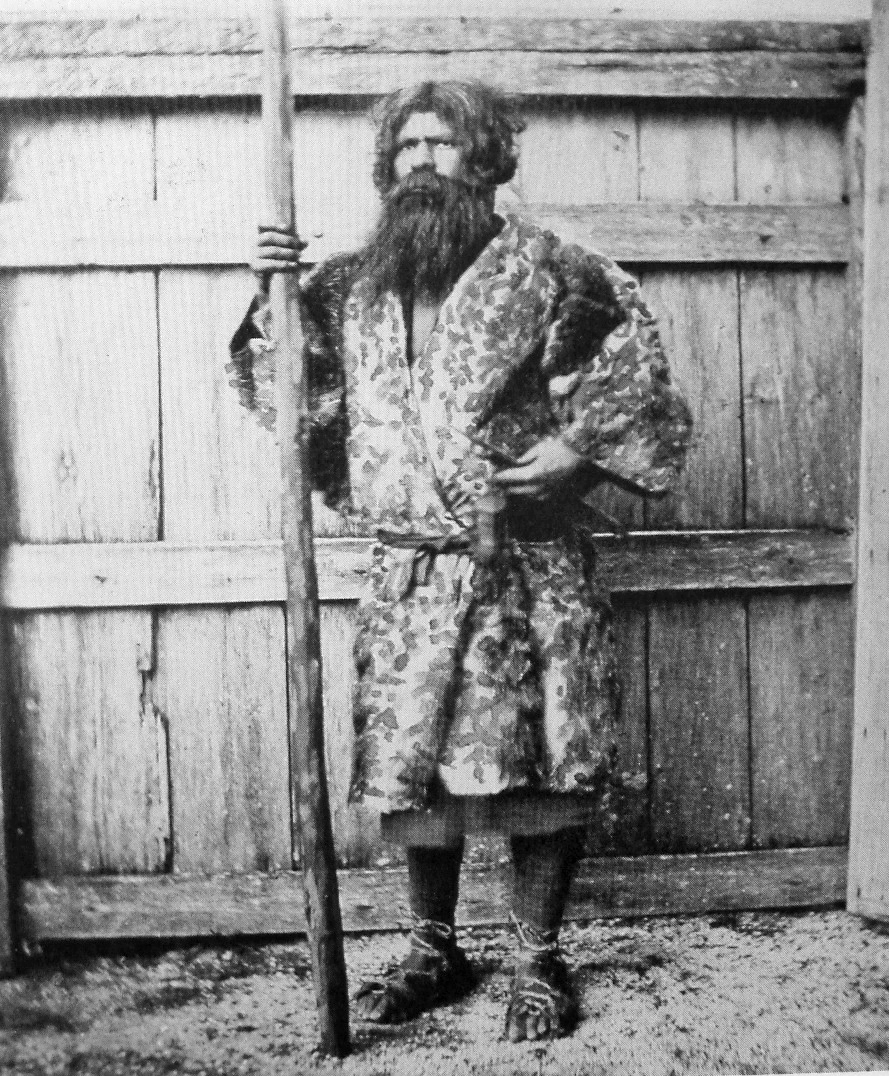
Mężczyzna ajnoski

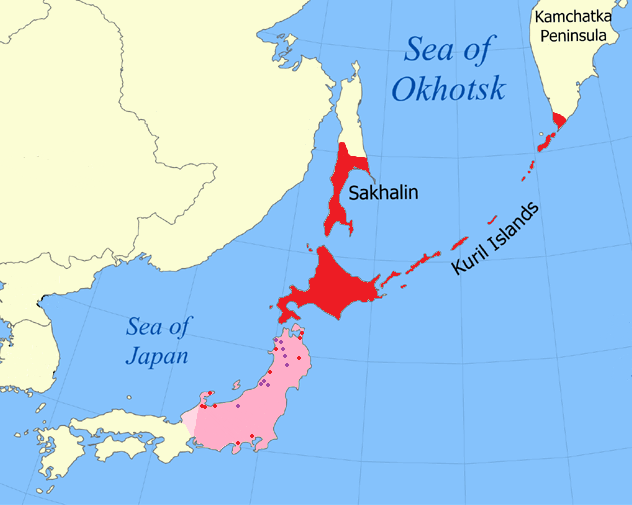
Obszary zamieszkiwane przez Ajnów ok. X w.

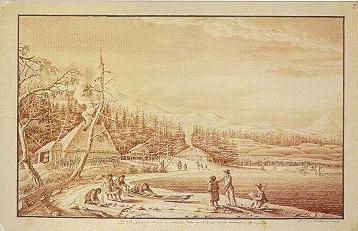
Ajnoskie domy, rys. z 1805

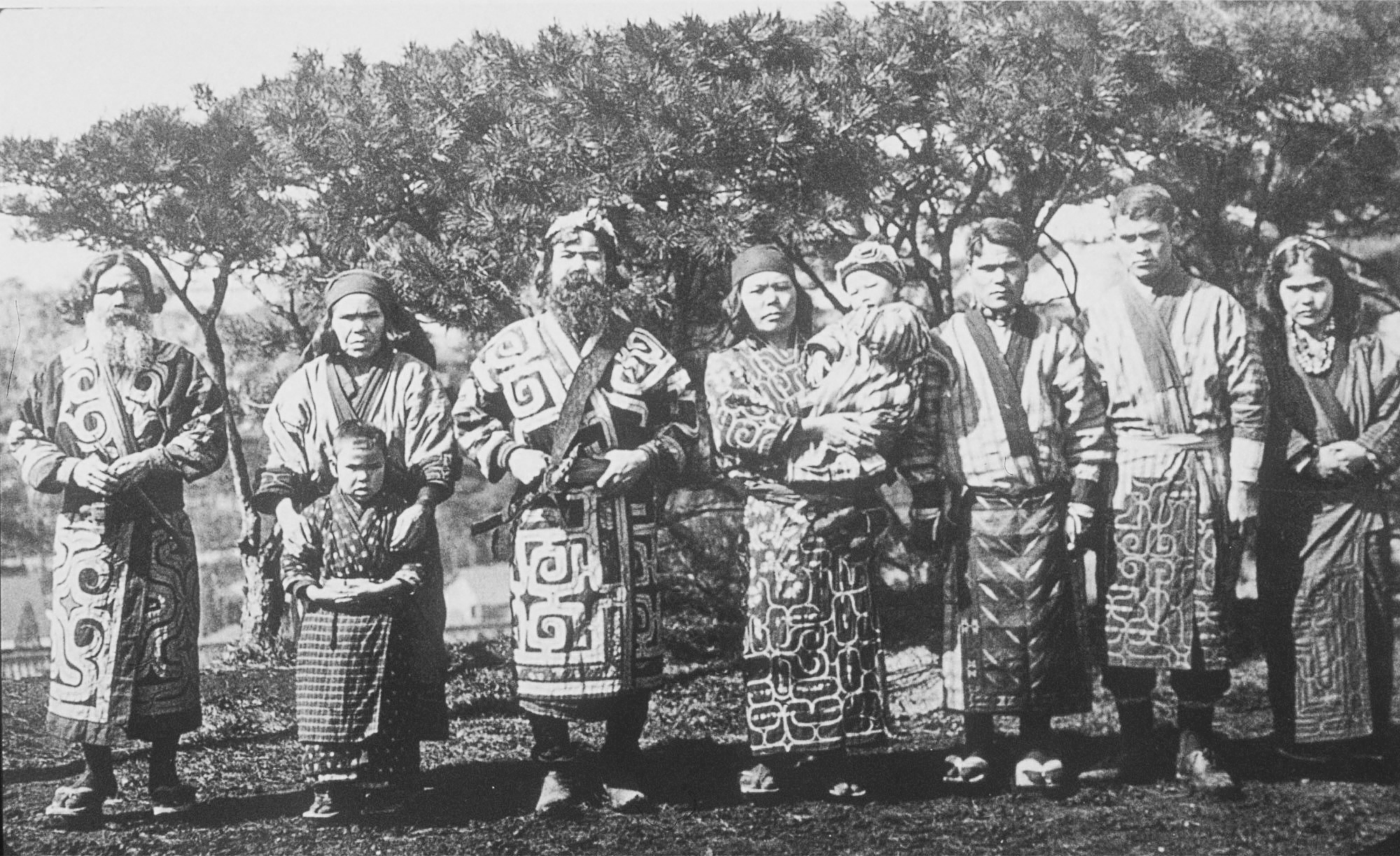
Ajnowie (zdjęcie z 1904 r.)

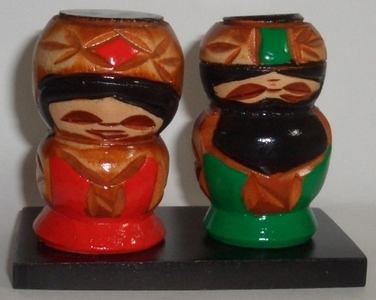
Antropomorficzne figurki tworzone przez Ajnów

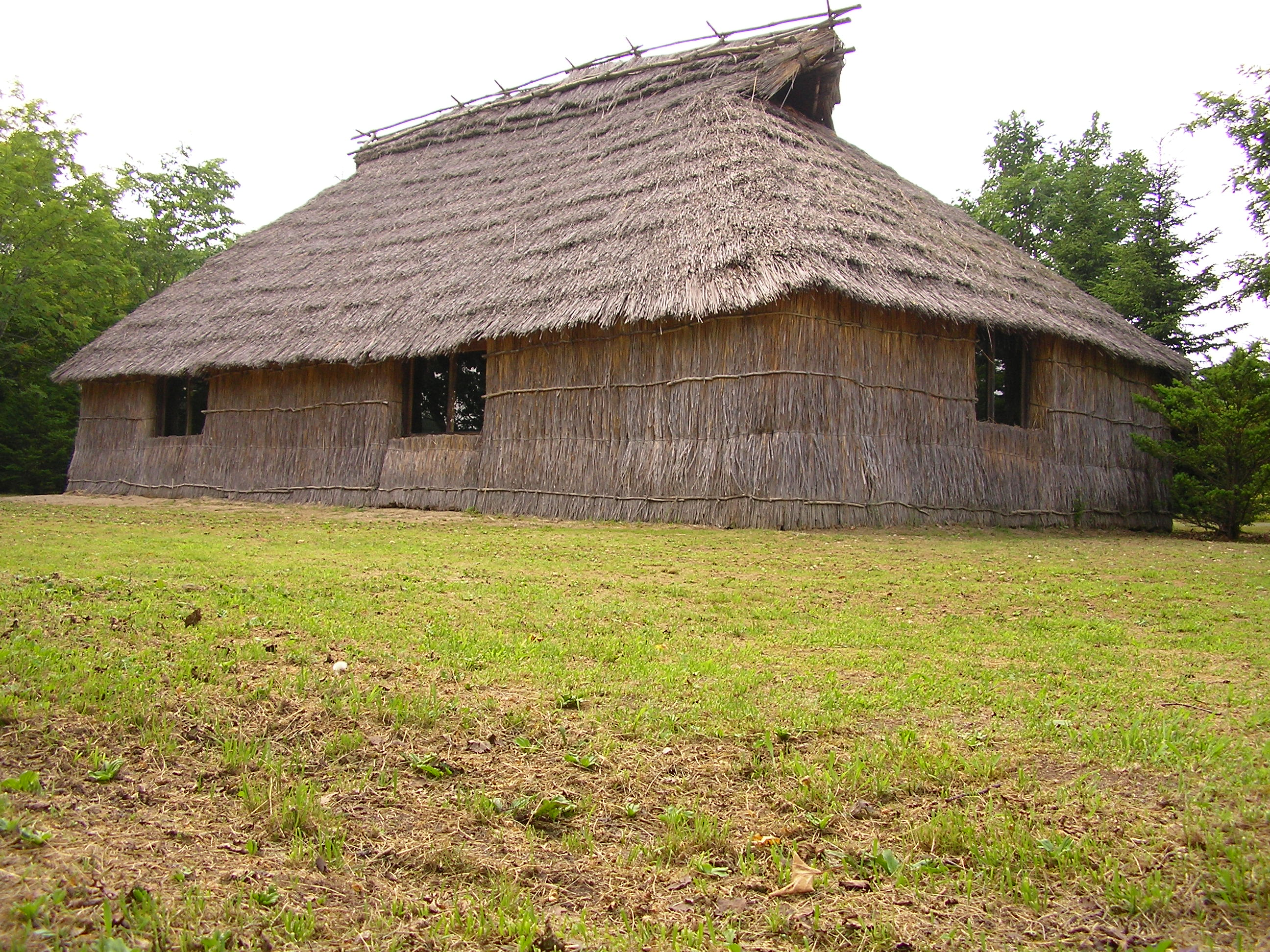
Tradycyjny dom ajnoski

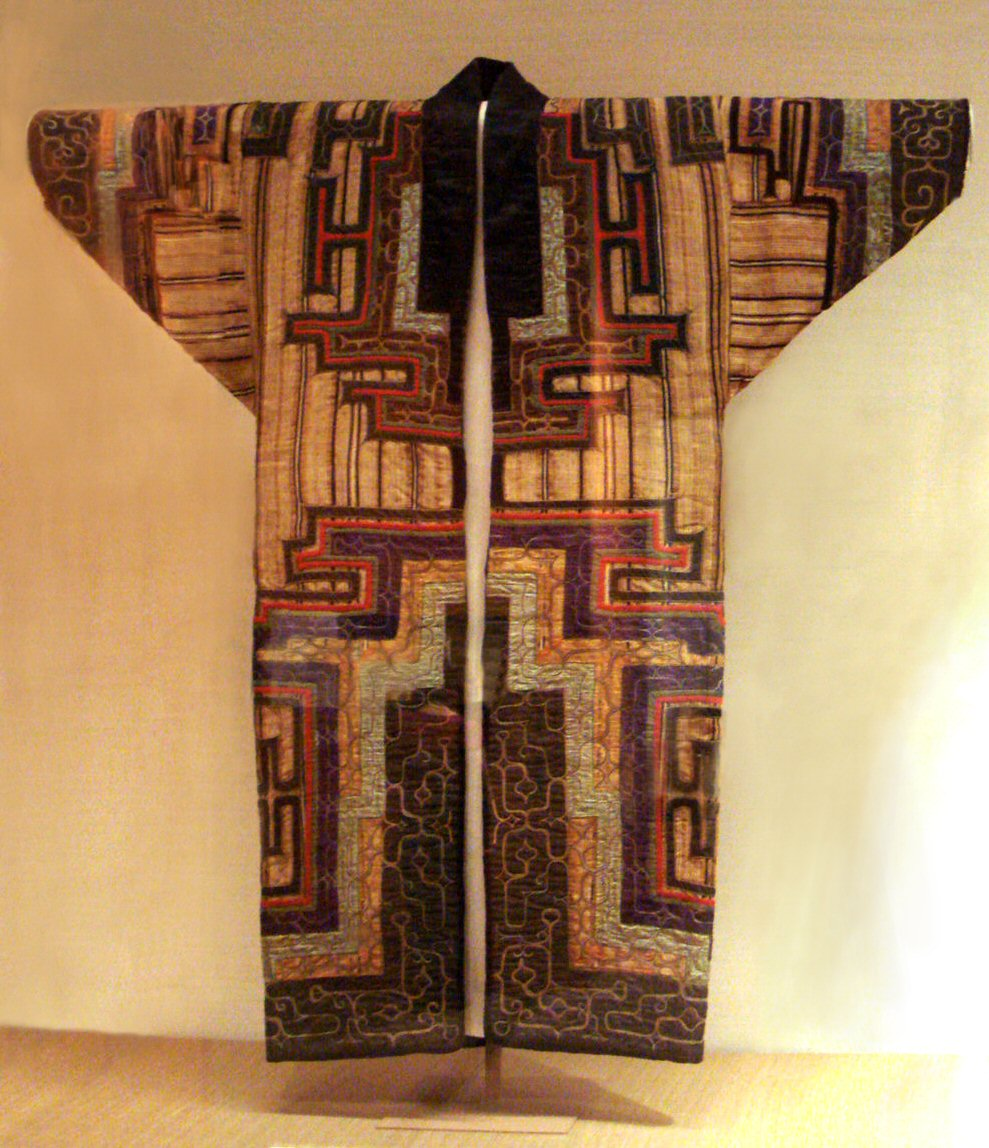
Ajnoski strój obrzędowy

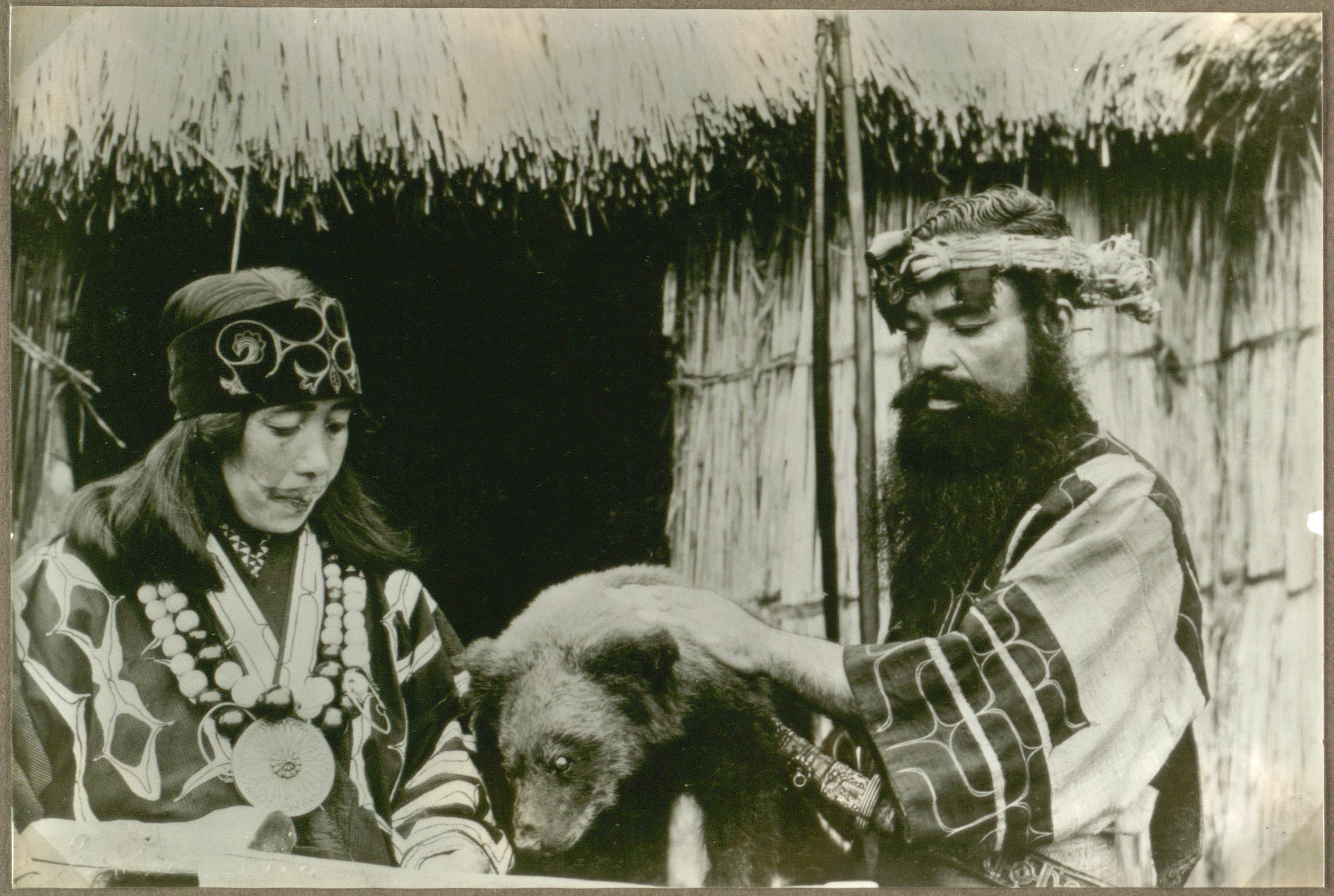
Małżeństwo Ajnów z niedźwiadkiem (u kobiety widoczny tatuaż zarostu)

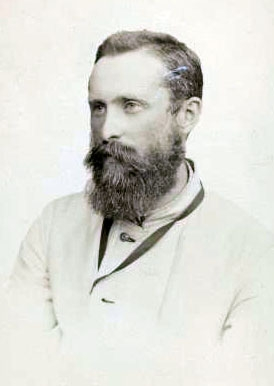
Bronisław Piłsudski

Ajnowie lub Ajnosi (endoetnonim od ajn. Ainu – „ludzie”, IPA: ʔáinu; l.p. Ajnus lub Ajnos) – lud należący do paleoazjatyckiej grupy językowej; przybyły do południowej części Sachalinu oraz na Wyspy Japońskie i Kurylskie ponad 6 tys. lat temu. Byli ludem łowiecko-zbierackim. Obecnie zamieszkują głównie Hokkaido. W historycznych tekstach japońskich Ajnowie nazywani byli: Ezo (wym. Yezo), Emishi, Aino.
Obecnie Ajnowie stanowią mniejszość etniczną w Japonii. Dane szacunkowe dotyczące liczebności Ajnów są bardzo rozbieżne: od 24 tys. do ponad 100 tysięcy osób. Według badania przeprowadzonego przez samorząd Hokkaido w 1993 roku, populacja tamtejszych Ajnów wynosiła 28 830 osób. Niektórzy posługują się jeszcze językiem ajnuskim, który obecnie jest zagrożony wymarciem. Niewielka populacja Ajnów żyje również na Sachalinie na terytorium Rosji.
W dniu 6 czerwca 2008 japońskie Zgromadzenie Narodowe uchwaliło rezolucję wzywającą rząd do uznania Ajnów za lud tubylczy i położenia kresu dyskryminacji tej grupy. „Rząd uznaje, że Ainu to rdzenni mieszkańcy, którzy mają swój język, religię i kulturę”.

## Pochodzenie i historia
W neolicie Ajnowie zajmowali większą część Wysp Japońskich, ale w III w. p.n.e. zaczęli ustępować ludom pochodzenia tunguskiego, a następnie żeglarzom indonezyjskim, którzy zepchnęli Ajnów na północ.
Badania archeologiczne wskazują, że Ajnowie zamieszkują Hokkaido od 7 tysięcy lat. W XVI wieku, kiedy Europejczycy zaczęli dopiero docierać do siedlisk Ajnów, ci ostatni zamieszkiwali rozległe terytorium od południowej części Kamczatki poprzez wyspy Kurylskie, Sachalin, Hokkaido, aż po region Tōhoku w północnej części głównej wyspy Archipelagu Japońskiego – Honsiu. Ówczesną populację Ajnów szacuje się na około 40 000 osób. Ajnowie z południowej części Archipelagu ok. XII wieku zostali podbici przez Japończyków.
Na przełomie XVII i XVIII wieku Ajnowie południowego Hokkaido stali się wasalami japońskich feudałów z klanu Matsumae i rozpoczęła się zgubna dla rasy ajnoskiej asymilacja z Japończykami, Rosjanami i Niwchami.
Zależność od japońskich feudałów i wyzysk Ajnów powodowały niekiedy niewielkie zbrojne wystąpienia. Największe jednak powstanie wybuchło w końcu XVIII wieku (w 1781 r.), a po jego okrutnym stłumieniu na Hokkaido rozpoczęła się intensywna kolonizacja japońska, która w krótkim czasie doprowadziła do tego, iż Ajnowie stali się mniejszością.
W procesie negocjacji traktatu o przyjaźni rosyjsko-japońskiej w 1853 r. rząd japoński twierdził, że ziemie zamieszkiwane przez Ajnów są własnością Japonii, gdyż Ajnowie od zawsze byli jej obywatelami. Następnie siogunat rozpoczął działania mające na celu nakłonienie Ajnów do porzucenia ich kultury i dotychczasowego stylu życia oraz do asymilacji z Japończykami.
W trakcie przemian restauracji Meiji w 1869 r. nowy rząd utworzył Urząd ds. Rozwoju, zwany też Urzędem ds. Kolonizacji (Kaitakushi), który m.in. zajmował się asymilacją Ajnów. W 1871 r. zabroniono ajnoskim kobietom noszenia kolczyków, tatuowania się oraz tradycyjnego palenia domu zmarłego. W 1873 roku rząd zabronił tradycyjnych ajnoskich metod połowu ryb, a w 1876 tradycyjnych metod polowań. W 1877 pozbawiono Ajnów prawa do ziemi. Od 1878 roku byli oficjalnie nazywani dawnymi autochtonami, pra-autochtonami (jap. 旧土人 kyū-dojin) i japońscy uczeni uznali ich za wymierającą rasę.
W 1946 roku powstało Stowarzyszenie Ajnów Hokkaido. Jego celem było odzyskanie ziem nadanych im w 1899 roku w „Ustawie o ochronie dawnych autochtonów Hokkaido”, których pozbawiono ich w powojennej reformie agrarnej. Rząd odrzucił ich żądania.
W latach 50. XX wieku japoński rząd przesłał do sekretariatu ONZ dwa raporty, w których zapewniał, że proces asymilacji został w pełni zakończony i Japonia jest krajem mono-etnicznym. W tamtych czasach prawie każdy Japończyk był przekonany, że Ajnowie i ich kultura pozostali już jedynie w muzeach.
W 1983 roku Shigeru Kayano otworzył pierwszą szkołę języka ajnoskiego. W 1984 roku Stowarzyszenie Ajnów Hokkaido przedstawiło przed Zgromadzeniem Narodowym projekt ustawy, mający na celu przyznanie Ajnom praw udziału w życiu politycznym kraju, praw do edukacji, praw wolności kulturalnej i praw do połowu ryb.
W 1986 r. ówczesny premier Japonii Yasuhiro Nakasone w wypowiedziach publicznych wielokrotnie podkreślał, że wyższość Japonii nad innymi państwami polega na tym, że jest ona mono-etniczna. Wypowiedzi te wywołały ostrą krytykę ze strony Ajnów. W ich wyniku, w roku 1987, Stowarzyszenie Ajnów Hokkaido wysłało delegację do Grupy Roboczej ds. Ludów Tubylczych ONZ z prośbą o uznanie Ajnów za lud tubylczy. W wyniku tych działań w 1991 roku przewodnicząca Grupy Roboczej ds. Ludów Tubylczych, Erica-Irene Daes odwiedziła Hokkaido i Tokio w celu zbadania sprawy Ajnów. Następnie 19 grudnia 1992 r. Giichi Nomura, przewodniczący Stowarzyszenia Ajnów Hokkaido, został zaproszony do siedziby ONZ w Nowym Jorku, gdzie wygłosił mowę na ceremonii otwarcia międzynarodowego roku ludów tubylczych świata. W 1993 roku na zaproszenie Ajnów do Japonii przyjechała Rigoberta Menchú Tum, laureatka Pokojowej Nagrody Nobla. Japoński rząd zaniepokojony dyplomatycznymi sukcesami Ajnów nie mógł dłużej negować ich istnienia. W latach 1987 i 1991 przedstawił wydziałom ONZ zajmującym się obroną praw człowieka raporty stwierdzające, że Ajnowie zachowali własny język, kulturę i religię, oraz że powinni być uznani za mniejszość etniczną.
Za rządów partii socjalistycznych z premierem Murayamą na czele ruch ajnoski zyskał poparcie państwa. W 1996 sporządzono projekt nowej ustawy o ochronie kultury ajnoskiej, która jako „Ustawa o promocji kultury i tradycji Ajnów”, została w 1997 roku przyjęta jednogłośnie przez Zgromadzenie Narodowe. Głosi ona, że Japonia powinna być państwem wielokulturowym oraz że rząd powinien wspierać rozwój kultury i tradycji ajnoskiej, jednak nie uznaje Ajnów za lud tubylczy ani nie ustala żadnych praw dla Ajnów.

## Cechy anatomiczne
Ajnowie nie byli podobni do innych grup ludności zamieszkujących Azję, a prezentowany przez nich typ antropologiczny określano mianem ajnuidalnego. Rdzenni Ajnowie należący do tego typu posiadali cechy odmiany białej z pewnymi wpływami rasy żółtej; występują też swoiste cechy antropologiczne, istniejące jedynie u Ajnów a ponadto znane jedynie ze stanowisk archeologicznych z okresu paleolitycznej Europy (m.in. silne spłaszczenie kości piszczelowych i ramiennych), a także pewne analogie z cechami Aborygenów tajwańskich (m.in. budowa zębów). W rezultacie tej specyfiki w budowie, jak też odmienności języka, genealogia Ajnów do dziś pozostaje nieznana.
Ajnowie byli niewysocy (do 157 cm) i krępej budowy, o czaszce dużej i podłużnej, dobrze wysklepionej, z twarzą niską i szeroką. Ich skóra była blada, ale nie żółta, jak u sąsiadujących grup. Oczy jasnopiwne lub zielonkawe. W odróżnieniu od innych grup ludzkich Ajnowie wyróżniają się bardzo silnym owłosieniem ciała, często barwy rudej. Niekiedy zarost występuje też na twarzach kobiet. Fałda powiekowa u Ajnów jest wyraźnie zaznaczona, ale nie wykazuje cech fałdy mongoloidalnej.
Przez R. Biasuttiego zostali zaliczeni do pnia rasowego europoidów (odgałęzienie praeuropoidów). Pod koniec XX wieku powstała koncepcja łącząca typ antropologiczny prezentowany przez lud Ajnu z odkrytym w Ameryce Północnej tzw. człowiekiem z Kennewick sprzed ok. 9,5 tys. lat.
Obecnie w wyniku wymieszania się z Japończykami Ajnów prezentujących opisywany typ antropologiczny już nie ma, a osoby przyznające się do przynależności do tego narodu wykazują przewagę cech odmiany żółtej z silnymi wpływami rasy białej.

## Język
Ajnowie posługiwali się własnym językiem ajnoskim zaliczanym do umownej grupy paleoazjatyckiej. Język ten uważany jest za izolowany i niespokrewniony z żadnym innym istniejącym obecnie na Ziemi.
Z powodu wypierania przez język japoński język, kulturę i tradycje Ajnów kultywuje zaledwie niewielka część spośród ok. 50-100 tys. Japończyków mających wśród przodków ludzi z narodu Ajnów. Językiem ajnoskim biegle posługuje się zaledwie ok. 15 osób, wyłącznie starszych, kilkaset kolejnych zna go w mniejszym lub większym stopniu.

## Kultura
Rdzenni Ajnowie żyli w wioskach zwanych kotanami, w chatach czworościennych, drewnianych, z dwuspadowym dachem, niekiedy częściowo wkopanych w ziemię. W takich osiedlach żyło po kilka lub kilkanaście rodzin pod wodzą naczelników.
Ajnowie zajmowali się głównie myślistwem i rybołówstwem, a także zbieractwem. W okresie późniejszym zaczęli także na niewielką skalę uprawiać rośliny, m.in. proso.
Pod względem językowym, kulturowym i antropologicznym stanowili grupę odrębną od otaczających ich ludów.
Społeczność Ajnów wykazywała silne wpływy matriarchatu – to w linii żeńskiej dziedziczony był majątek i pozycja społeczna. W pozostałych dziedzinach życia występowała przewaga porządku patriarchalnego.
Kobiety mają tatuaże na ramionach, rękach oraz, na kształt wąsów, pod dolną i nad górną wargą.
Ajnowie kultywując rodzime tradycje wyznają animizm; najważniejszym kultem w ich wierzeniach jest kult niedźwiedzia.

## Badania
Znaczne zasługi w badaniach etnograficznych nad ludem Ajnów położył polski etnograf Bronisław Piłsudski, który spędził wśród nich 15 lat zesłania. Szczególne zasługi położył Piłsudski w poznaniu języka Ajnów oraz sąsiedniego ludu Niwchi. Zgromadził obszerne materiały przygotowując słowniki języków obu tych ludów oraz zapisał także wiele bajek oraz pieśni ludowych.
Kultura Ajnów znalazła opiekunów w postaci potomków tego ludu, którzy emigrowali lub zostali przesiedleni do Japonii, zasymilowali się i na sposób Indian północnoamerykańskich, powrócili do kultywowania niektórych obrzędów, zwyczajów i innych wyznaczników kultury. Wśród nich są obecni również potomkowie Bronisława Piłsudskiego i jego ajnoskiej żony.